# Malnazidos
Malnazidos és una pel·lícula espanyola de 2021 de terror i thriller, basada en la novel·la Noche de difuntos del 38 de Manuel Martín Ferreras. Està dirigida per Javier Ruiz Caldera i Alberto de Toro i protagonitzada per Miki Esparbé i Aura Garrido.

## Sinopsi
«Mesos de sagnants combats han deixat després de si milers de morts en les trinxeres. Jan Lozano, capità de la cinquena brigada, cau presoner. L'única possibilitat d'escapar a la sentència de mort és fer front a una missió impossible en camp enemic. Però un perill major de l'esperat obligarà els bàndols rivals a unir-se contra un nou i desconegut adversari. Hauran de deixar de costat l'odi mutu i així evitar convertir-se en zombis».

## Repartiment
- Miki Esparbé com a Jan Lozano
- Aura Garrido com a Matacuras
- Luis Callejo com a Sergent
- Álvaro Cervantes com a Mecha
- Jesús Carroza com a Jurel
- María Botto com a Sor Flor
- Manel Llunell com a Decruz
- Mouad Ghazouan com a Rafir[4]
- Dafnis Balduz com a Comissari
- Sergio Torrico com a Brodsky
- Ken Appledorn com a El Americano
- Manuel Morón com al General Lozano
- Frank Feys com a l’Oficial de la Waffen SS
- Oriol Ramis com a Carlos
- Sanna Toivanen com a Ochoa
- José Pérez Ocaña com a Montoya
- Asia Ortega com a Núvia Poble
- Pol Corominas com a Nuvi Boda

## Producció
Malnazidos és una adaptació de la novel·la Noche de difuntos del 38 de Manuel Martín Ferreras. La pel·lícula va ser produïda per Telecinco Cinema, Cactus Flower Producciones, Malnazidos AIE, La Terraza Films i Ikiru Films. Va ser codirigida per Javier Ruiz Caldera i Alberto de Toro mentre que el guió va ser escrit per Jaime Marqués Olarreaga, Alberto Fernández Arregui i Cristian Conti. Ghislain Barrois, Álvaro Augustin, Cristian Conti, Javier Ugarte i Edmon Rochare van ser acreditats com a productors. El rodatge va tenir lloc a Catalunya.

## Estrena
La pel·lícula es va projectar per primer cop el 8 d’octubre de 2020, al LIII Festival Internacional de Cinema Fantàstic de Catalunya (FICFC).Però a causa de la pandèmia pel COVID-19 la seva estrena a sales es va ajornar al 22 de gener de 2021. A causa del tercer onatge de la pandèmia, es va fixar la data d'estrena per al 24 de setembre. Finalment i després de diversos ajornaments, la seva estrena va ser l'11 de març de 2022.

## Premis
| Any  | Premi                | Categoria                        | Nominat                       | Resultat | Ref    |
| ---- | -------------------- | -------------------------------- | ----------------------------- | -------- | ------ |
| 2023 | Premis Gaudí de 2023 | Millors efectes visuals          | Lluís Rivera, Laura Pedro     | Nominat  | [ 13 ] |
| 2023 | Premis Gaudí de 2023 | Millor maquillatge i perruqueria | Montse Sanfeliu, Jesús Martos | Nominat  | [ 13 ] |
| 2023 | XXXVII Premis Goya   | Millor disseny de vestuari       | Cristina Rodríguez            | Nominat  | [ 14 ] |
| 2023 | XXXVII Premis Goya   | Millors efectes especials        | Lluís Rivera, Laura Pedro     | Nominat  | [ 14 ] |